# جيمس د. ستراوس
جيمس د. ستراوس (بالإنجليزية: James D. Strauss)‏ هو عالم عقيدة أمريكي، ولد في 3 يوليو 1929، وتوفي في 19 مارس 2014.